# Lluita del Larzac
La lluita de Larzac (Luta del Larzac en occità, Lutte du Larzac en francès) va ser un moviment de desobediència civil no violenta contra l’ampliació d’un camp militar al Causse del Larzac, al departament francès de l'Avairon. Va durar una dècada, del 1971 al 1981. Tot seguit que va ser elegit president de França el 1981, François Mitterrand (1916-1996) va decidir abandonar el projecte.
L’oposició a la militarització del Larzac va començar quan 103 camperols locals es van alçar contra l'expropiació de terres per un projecte impulsat pel ministre de Defensa, Michel Debré (UDR), durant la presidència de Pompidou. Aquest projecte pretenia ampliar el camp militar del Larzac de 3.000 a 17.000 hectàrees, cosa que hauria afectat una desena de municipis. El 1973, cinc anys després del maig del 1968, entre 60.000 i 100.000 persones de diferents corrents van confluir al Larzac per donar suport als camperols i formar un moviment heterogeni que va lliurar una guerra de desgast contra els poders públics. Les reunions i les xarxes nacionals que es van crear per la convergència de lluites al Larzac van formar la base a França pel que més endavant es va conèixer com a moviment antiglobalització.

## Context global
Dos pobles emblemàtics es van fer famosos pels mateixos motius dos anys abans de la lluita dels camperols del Larzac contra l'ampliació del camp militar. Van ser les protestes dels agricultors de Cervieras (Alts Alps), que van resistir al projecte d'una estació d'esquí, i la dels pastors del poble sard d'Orgòsolo, que els havien obligat a traslladar el seu bestiar a causa d'un camp de tir.
A Orgòsolo, la mobilització va fer retirar el projecte en només tres dies. El prestigi d’aquesta victòria va revifar la pintura mural en una seixantena de pobles on es feia la transhumància a Sardenya. El "moviment muralista" d'origen mexicà, importat per aquesta revolta dels pastors sards i que es va estendre per diferents pobles s'ha convertit en un atractiu important per als visitants de la regió, contribuint al turisme a Sardenya.
A Cervieras la mobilització de ramaders i criadors també va vèncer després de manifestacions i el suport del vulcanòleg Haroun Tazieff, i es va abandonar el projecte de l'estació d’esquí.

## Una dècada de lluita

### Divulgació del projecte
L'11 d'octubre de 1970, durant un congrés celebrat a La Cavalariá de la Unió de Demòcrates per la República (UDR), aleshores al poder a França, el secretari d'Estat de Defensa Nacional André Fanton, ja va esmentar una probable ampliació del camp militar al Larzac. El diputat de l'Avairon Louis-Alexis Delmas, en plena campanya electoral per a la UDR, va declarar al diari Le Monde del 6 de març de 1971 que "per a Millau, que té dificultats per a sobreviure, l'ampliació del camp és sens dubte la darrera oportunitat". La llista de la UDR, que donava suport al projecte d’ampliació, va guanyar les eleccions municipals del 14 i 21 de març d'aquell any.

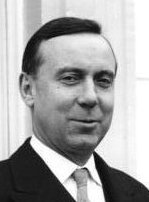
Michel Debré el 1960.

El 28 d'octubre de 1971, Michel Debré, ministre de Defensa Nacional en aquest càrrec des de l'inici de la presidència de Georges Pompidou el 1969, va anunciar formalment en una entrevista televisada l'ampliació del camp militar del Larzac; aquesta ampliació ampliava la seva superfície de 3.000 a 17.000 hectàrees (passava de tenir 30 a 170 km²), afectava dotze municipis al voltant de La Cavalariá i requeria, a més, l'expropiació parcial o total de terres a les famílies de pagesos. 17.000 hectàrees representava que el camp militar disposaria de més d’una sisena part de les 100.000 hectàrees que ocupa el conjunt dels del Larzac. Els mesos següents l'argument oficial va ser que es tractava d'una "ampliació moderada" molt útil per a la defensa nacional i que aportaria a la regió aspectes positius com la millora de l'electrificació rural, del subministrament d'aigua i de les vies de comunicació. L’ampliació del camp d’entrenament militar, que existeix des del 1902, es justificava per la saturació de les capacitats d’acollida dels camps militars del moment i pel desig de tenir una força militar propera a l’altiplà d’Albion, lloc on hi ha llançadors de míssils balístics terra-terra de la força de dissuasió nuclear francesa. André Fanton, secretari d'Estat de Defensa va declarar el següent:
Ens agradi o no, la riquesa agrícola potencial del Larzac és encara molt baixa. Per tant, crec que era lògic considerar que l’ampliació de Larzac només presentava el mínim de desavantatges. Així doncs, la contrapartida és el fet que encara hi ha uns quants camperols, pocs, que crien vagament algunes ovelles, que viuen més o menys a l'edat mitjana, i que cal expropiar-los.
Les autoritats a més es veien motivades per continuar amb el projecte perquè el Larzac era una regió molt poc poblada: patia l’èxode rural i havia perdut dos terços de la seva població entre el 1866 i el 1968. Al·legaven que només hi havia 23 explotacions no rendibles que s'haurien d’expropiar completament i que els seus propietaris serien reubicats i compensats. Per la seva banda els camperols involucrats van argumentar que les dades de les autoritats estaven antiquades i que no tenien en compte l'arribada de gent neorural que, des del 1965, havien estat renovant les explotacions que estaven gairebé abandonades, millorant-ne el rendiment. A més, el mètode de recompte només es referia a propietats totalment expropiades, sense comptar aquelles on es deixava un espai habitable per als habitants tot i que n'expropiaven els camps on treballaven. Amb les dades dels camperols l'ampliació del camp militar acabaria afectant de manera greu entre cinquanta i seixanta explotacions.
El 1971 hi havia unes 90.000 ovelles que pasturaven a l’altiplà; una cinquena part dels ramats, gairebé la meitat de la producció que llet que involucrava a 108 agricultors, es va veure amenaçada pel projecte d’ampliació.A més, els ramaders i productors de Roquefort, molt vinculats a la seva ruralitat, dubtaven que l'expansió del camp fos realment un creador de feina i que pogués tenir cap impacte positiu, ja que “només és un camp d’entrenament, on només passaran les unitats”.

## Primeres manifestacions i eljurament dels 103
La primera gran manifestació va tenir lloc el 6 de novembre de 1971 a Millau, on 6.000 persones es van reunir per la crida feta per les federacions departamentals de sindicats d’agricultors (fédérations départementales des syndicats d'exploitants agricoles - FDSEA).
Des del començament, la lluita, tot i que molt local, ja era molt diversa. A més dels camperols establerts durant generacions al Larzac, hi havia els nous agricultors més joves, molts d'ells deutors de Crédit Agricole des del seu projecte d'instal·lació. Hi havia molts desacords entre ells, molts eren membres de la Joventut Agrícola Catòlica (Jeunesse agricole catholique - JAC) que després es va convertir en el Moviment Rural de la Joventut Cristiana (Mouvement rural de jeunesse chrétienne - FDSEA). Léon Maillé, de 25 anys en aquella època, va dir: “Jo era un camperol corrent: votava a favor de la dreta, anava a missa, era un nadiu de cap a peus!". Així i tot, el 7 de novembre de 1971 Jean Ménard, bisbe de Rodés, es va posicionar contra l'eixamplament del camp. i les institucions catòliques locals van acabar convertint-se en un suport a la lluita aglutinador.
Malgrat les diferències, el 28 de març de 1972 103 camperols, dels 108 afectats, van signar un acord entre ells segons el qual es comprometien a romandre units en la lluita perquè "cap agricultor sigui expulsat contra la seva voluntat". És el Jurament dels 103, també anomenat Pacte dels 103. Per la Dia Nacional de França, el 14 de juliol de 1972, 20.000 persones i 70 tractors es van manifestar a Rodés.

## Les concentracions del Rajal del Gorp
Els camperols ben aviat van rebre el suport d'activistes de totes les tendències seduïts per l’aspecte antimilitarista de la protesta, al capdavant dels quals hi havia gent d’esquerres, maoistes, treballadors i membres sindicals de la Confederació Francesa Democràtica del Treball (Confédération française démocratique du travail - CFDT).
L'únic partit que hi era representat era el ja desaparegut Partit Socialista Unificat (PSU), així com alguns representants de la Lliga comunista i trotskista. Els nacionalistes occitans també hi eren presents per protestar contra el "genocidi cultural d'Occitània causat pel colonialisme intern". L'Associació per a la Protecció del Larzac i el seu Medi Ambient, creada el 1971 i presidida pel professor jubilat de Nant, Henri Ramade, va insistir, tanmateix, en la reivindicació del caràcter "apolític" de la lluita del Larzac.

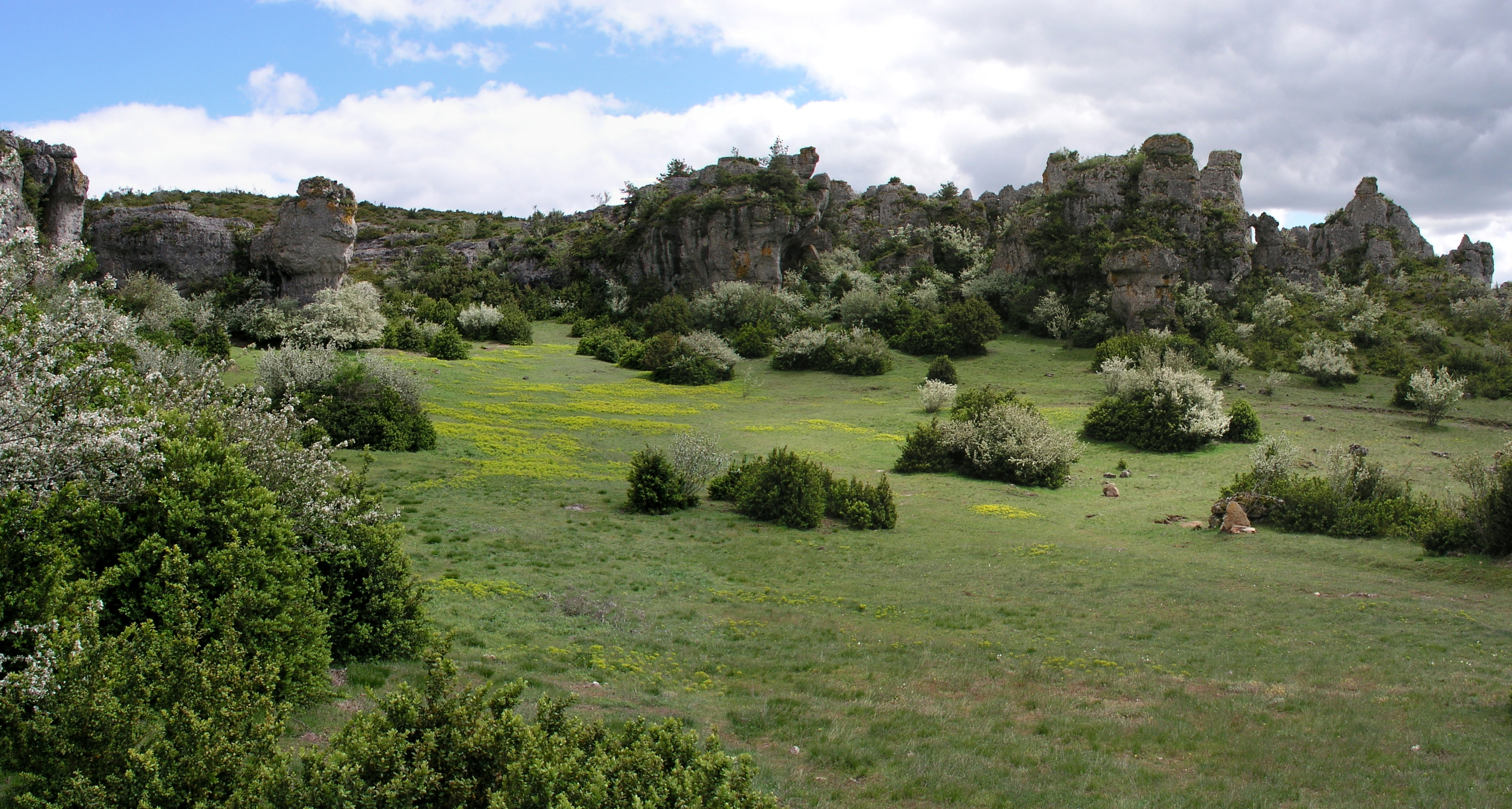
Imatge de la zona del Rajal del Gòrb.

També es van unir a la protesta "els grenyuts, marginats i hippies de tots els tarannàs", gent en definitiva que es trobava lluny de partits i sindicats. La presència del Moviment pel Desarmament, la Pau i la Llibertat (MDPL), que defensava l'amor lliure, va propiciar la presència de moltes dones en topless, la qual cosa va provocar un gran xoc cultural amb els camperols cristians practicants de l'època. El Larzac es va unir així a la revolució sexual a França, ja que moltes feministes (inclòs el Moviment per la llibertat d'avortament i anticoncepció - MLAC - que feia una gira per França en una caravana i que va arribar a l'altiplà del Larzac el 16 d'agost de 1974) van participar en la resistència. Aquest fet va generar crítiques, com la de Michel Castaing, que va fer un titular sarcàstic a Le Monde el 25 d'agost de 1973 que deia el següent: "El Larzac, l'aparador de la protesta".
Aquesta concentració de persones de diferents sensibilitats va tenir el seu punt culminant en una concentració celebrada els dies 25 i 26 d’agost de 1973 al lloc anomenat Rajal del Gòrp (“salt/barranc del corb” en occità de Roergue), un circ dolomític natural situat al nord-oest de La Cavalariá i la marxa sobre Larzac organitzada pels camperols i obrers. Entre 60.000 i 100.000 persones (aquesta darrera estimació és segons els organitzadors) procedents de tota França i Europa van confluir per primera vegada al Larzac. A més de la presència de molts oradors, també s'hi van citar representants de les lluites revolucionàries de Xile (encara governada per Salvador Allende), Grècia (país marcat per la dictadura dels coronels) i d’Itàlia, que als anys 1970 es trobava en un moment de greu conflictivitat social. També es van solidaritzar amb els camperols del Larzac dos representants de l'Exèrcit Republicà Irlandès (IRA), "sigui quin sigui el mitjà escollit".

Durant aquesta manifestació, la presència policial va ser mínima, amb només un helicòpter de gendarmeria sobrevolant la concentració.
França no es mobilitza per esbrinar si la Nacional 9 estarà o no sota el foc de canons durant tres mesos a l'any i si se sacrificaran 325 tones de Roquefort. 80.000 persones no es reuneixen per tot el Larzac per un ecumenisme imprecís o per caritat cristiana: s'uneixen perquè les 14.000 hectàrees cobejades per l'exèrcit són el lloc de representació d’un debat filosòfic fonamental, perquè aquest assumpte és sobre ells mateixos, el seu futur, el món on volen viure. (Michel Le Bris a Les Fous du Larzac).
Un any més tard, els dies 17 i 18 d’agost de 1974, encara més persones es van mobilitzar per a la segona edició de la concentració al Rajal del Gorp: més de 100.000 persones (segons els organitzadors) van anar a l'escenari per a un festival de la collita titulat "Collita del Tercer Món" (Moisson Tiers-monde). Durant aquesta manifestació, el primer secretari del Partit Socialista francès, François Mitterrand, va ser increpat per militants maoistes (i agents provocadors de roba civil) que protestaven per la seva presència.
Els dies 13 i 14 d’agost de 1977 es va produir al Rajal del Guorp una nova concentració d’unes 50.000 persones (segons els organitzadors), seguida d’una desfilada d’un centenar de tractors sobre els quals anaven reclutes que estaven fent el servei militar, encaputxats i uniformats (comitès de soldats).
Tenint lloc a l'estiu, aquestes grans concentracions no-violentes van tenir un caràcter festiu, tot i que l’èmfasi estava posat en tot moment en la protesta. Hi va haver alguns concerts o jam-sessions com el que va fer Graeme Allwright al lloc de Montredon de la comuna de La Ròca el 1973, el qual més tard va compondre una cançó anomenada Larzac 1975. En virtut de la seva dimensió, aquestes trobades van tenir un impacte significatiu en les contracultures dels anys setanta a França i Europa. José Bové més endavant definirà les concentracions del Rajal del Gorb com al “Woodstock francès”.

## Marxes cap a París
El 25 d'octubre de 1972, un grup de ramaders va conduir un ramat de seixanta ovelles des del Larzac fins a les gespes del Camp de Marst de París; davant els interrogatoris dels agents de la gendarmeria mòbil (antiavalots de la policia francesa) van posar com a excusa que es tractava d'un rodatge publicitari per a Roquefort.
El 26 de desembre de 1972, el col·lectiu va decidir tornar a pujar a París, quan el prefecte de l’Avairon, Georges Badault, va signar el decret pel qual declarava d’utilitat pública 13.500 hectàrees del Causse del Larzac. La marxa va començar el 7 de gener de 1973 i va fer aturades a Rodés, Sant Flor, Clarmont d'Alvèrnia, Nevers i Orleans per a reunir-se amb els comitès de recepció i celebrar reunions i rodes de premsa per evitar que els expulsessin. La marxa va trobar dificultats a causa de les prohibicions de manifestació decretades a cada ciutat de la ruta. Equipats inicialment amb 26 tractors, van quedar bloquejats, després d’una setmana de viatge, a Orleans per agents de les CRS. Mentre que la Federació Nacional dels Sindicats d'Explotacions Agricoles - FNSEA, en la persona de Raymond Lacombe (president de la secció de l’Avairon), volia renunciar davant l’avís formal de la policia, Bernard Lambert, exdiputat del MRP, que encarnava en aquell moment el corrent anomenat Confederació Nacional dels Sindicats de Treballadors Pagesos, proper al PSU, trobarà nous tractors cedits per camperols de tot Orleans perquè la marxa del 26 du Larzac pogués acabar a París.
Es va organitzar una nova marxa el 2 de desembre de 1978 quan 18 camperols van caminar 710 km en 25 etapes des del Larzac. Van rebre el suport durant tot el viatge de camperols i residents de la FNSEA que els allotjaven. Quan eren a les portes de París, se'ls van unir 40.000 persones, tot i que van trobar-se amb el centre de la ciutat bloquejat per les CRS. La marxa, malgrat la presència de provocadors vestits de civils, va ser un èxit. A París el jove diputat del PS, Paul Quilès, va acompanyar als camperols, els quals van obtenir de la seva reunió amb el candidat a la presidència François Mitterrand la promesa de “no oblidar-los”, que resultaria decisiva per a la conclusió de la seva lluita.
El 27 de novembre de 1980, 74 membres de diverses famílies del Larzac, arribades a París per a una acció sota la Torre Eiffel, van acampar al Camp de Mart. Expulsats al cap de cinc dies, van continuar la seva estada en una barcassa cedida per la ciutat de Conflans-Sainte-Honorine agermanada amb Costerasta (un petit nucli on hi ha una granja al Larzac). Aquest agermanament va ser fruit d'una campanya d’agermanaments que va començar el 1979 i que va aconseguir que 14 municipis de França s'agermanessin amb granges de l’altiplà:
- Montpeller amb Sent Sauvador (Nant)

- Grenoble amb Cavalièrs (La Ròca)

- Villeneuve-d'Ascq amb Montredon (La Ròca)
- etc

## Desobediència civil

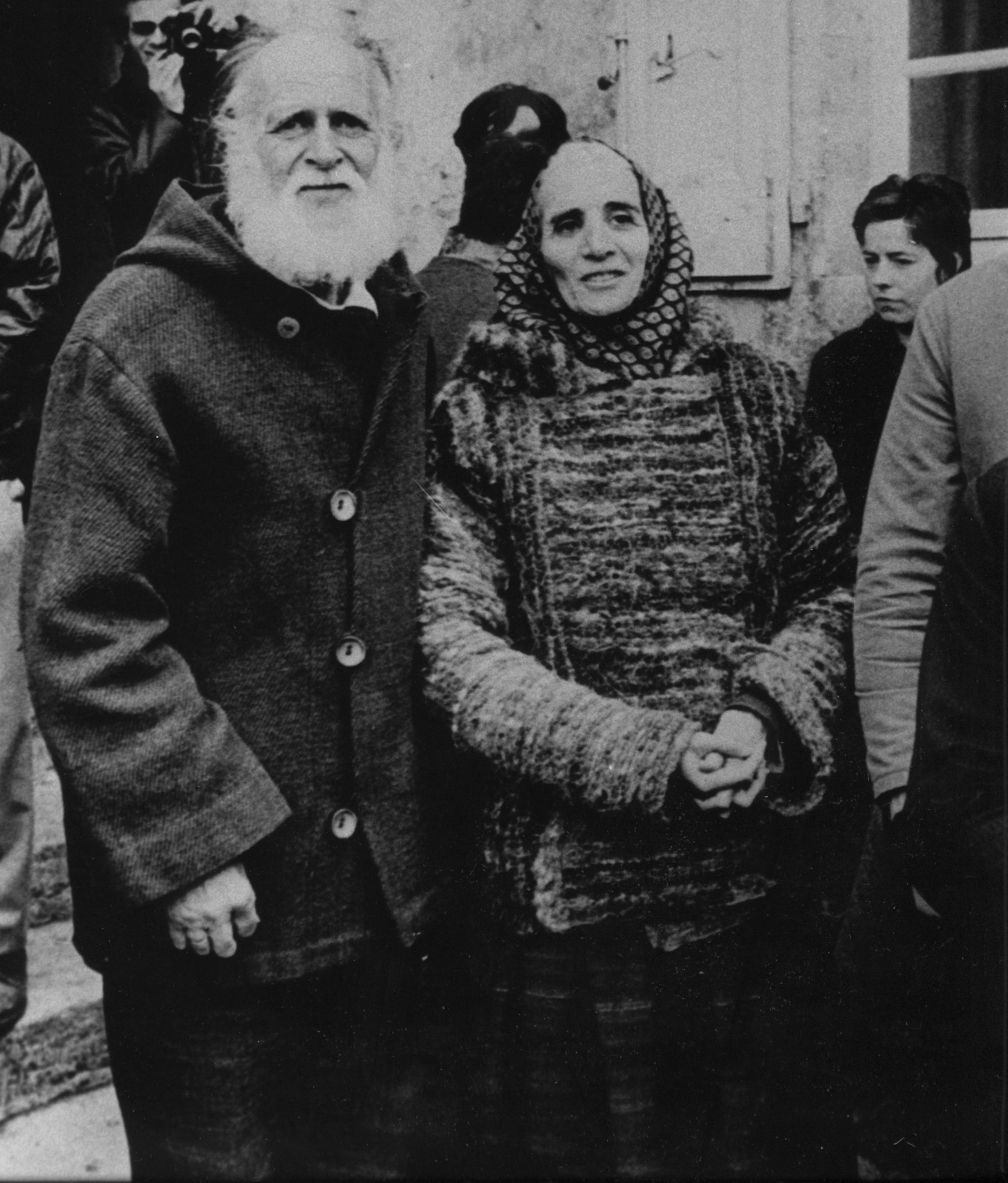
Lanza del Vasto i la seva dona Chanterelle en el moment de la vaga de fam.

El 19 de març de 1972 el filòsof italià i fundador de les comunitats pacifistes de l'Ardecha Lanza del Vasto, de 75 anys, va iniciar una vaga de fam de 15 dies a La Cavalariá, al Larzac. Els pagesos, els habitants de Millau i els bisbes de Montpeller i Rodés van donar suport a aquest dejuni.
La pleta de la localitat La Blaquièra (comuna de Millau) és també un lloc cental en la història de la lluita del Larzac. El criador d'ovelles Auguste Guiraud tenia a la seva propietat una pleta de pedra en ruïnes de la qual n'havia de ser expropiat. Va decidir llavors construir-ne un de nou amb l'Associació per a la Promoció de l'Agricultura al Larzac (APAL) per perpetuar la seva cria i aconseguir així un cop mediàtic. Van posar la primera pedra el 10 de juny de 1973 i van construir la pleta d’acord amb el pla d’ús del territori vigent però sense permís oficial de construcció. Molts voluntaris van anar a ajudar la família i l’APAL va decidir donar cinc francs al dia com a sou. Malgrat els nombrosos conflictes entre els treballadors i els criadors, la seva construcció va acabar finalment el 3 de febrer de 1974 i es va inaugurar el 16 de febrer.
Un pòster "No pagueu els vostres impostos com a ovelles" demanava que es restés almenys el tres per cent dels impostos en benefici de la resistència dels camperols del Larzac. En sis anys, més de cinc mil persones van acabar pagant la seva contribució a l'APAL.
Per canviar la imatge d'un Larzac de població envellida, s'hi va obrir una escola el 4 d'octubre de 1973. Els escolars locals, que fins llavors havien d'anar fins a Millau, van començar a ser educats allà.
Christian de La Malène, diputat gaullista de la UDR de París, va adquirir el 1966 la finca de Baylet, amb una superfície aproximada de 270 hectàrees, la majoria de les quals estaven incloses en el perímetre previst per a l'eixamplament del camp militar del Larzac. Els camperols que rebutjaven l'eixamplament hi van veure un desig d’especulació. Per tant, el 1973 van llaurar i sembrar la terra públicament com una acció que "s'ha d'interpretar com el desig de desenvolupar les terres sense conrear", va declara el Comitè dels Camperols.
Durant tot el conflicte, molts activistes i simpatitzants van comprar - en forma d’accions no remunerades - petites parcel·les afectades per les expropiacions. Del 1973 al 1981, 3.500 militants es van apropiar de 6.180 accions. Això va complicar el procés d’expropiació ja que cada propietari havia de signar legalment per fer-lo efectiu, i alguns d’aquests propietaris vivien a l'estranger.

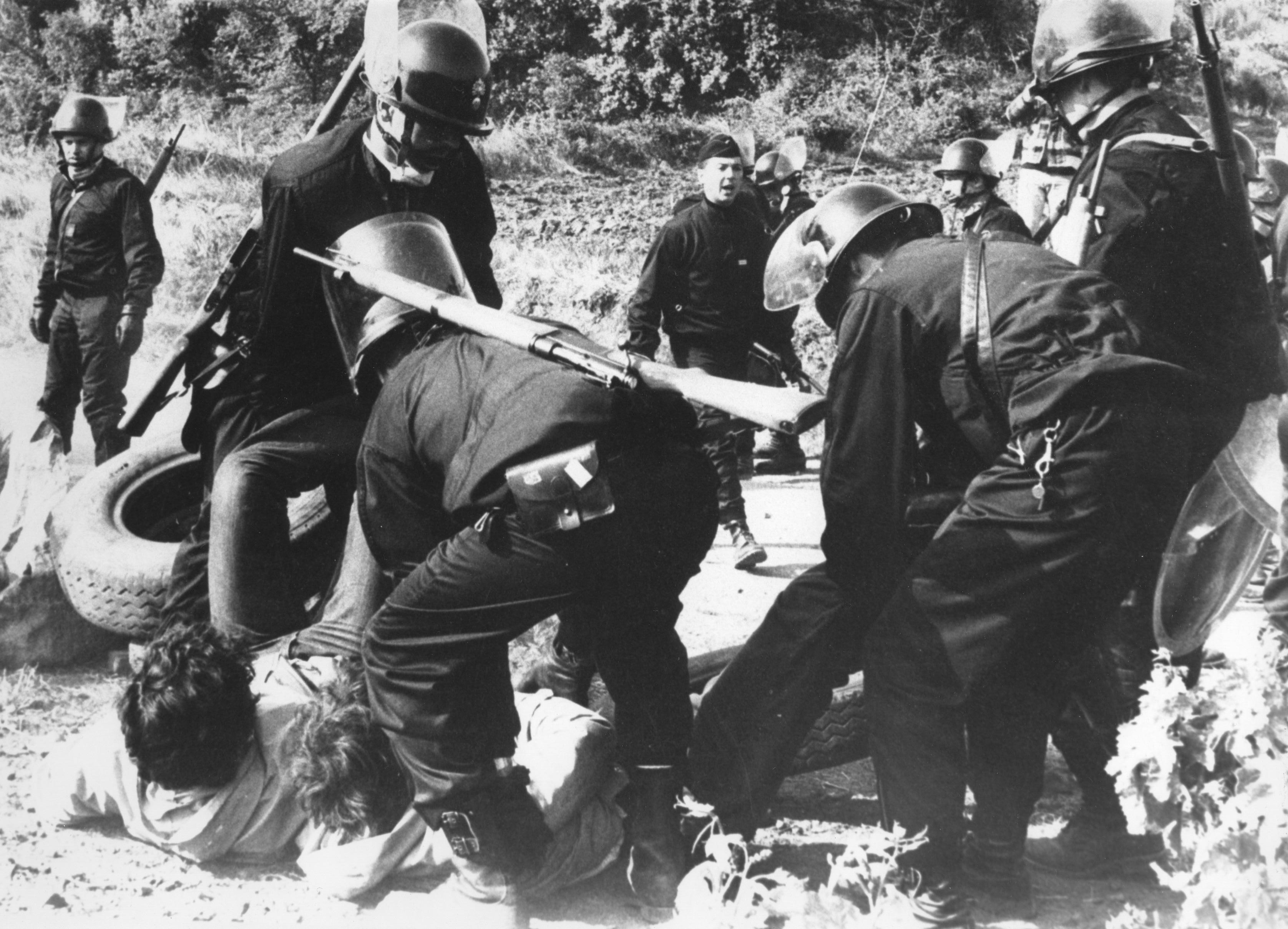
Agents de la Gendarmeria Mòbil actuant al Larzac.

El 22 de juny de 1976, 22 activistes i camperols es van infiltrar al camp militar per destruir 500 expedients relacionats amb la investigació del complot abans de l'expropiació. Després de la seva acció, els activistes van ser arrestats in situ i portats a disposició judicial l'endemà al jutjat de Millau. Van ser condemnats a penes que van anar dels de sis mesos de presó suspesa fins als tres mesos ferms. El 3 de juliol, diversos camperols van ser alliberats i es van suspendre les seves condemnes durant tres mesos a causa de la sequera. Els altres condemnats van ser posats en llibertat sota fiança el 20 de juliol. La pena màxima realment acomplerta, doncs, va ser de només tres setmanes.
El 21 d’octubre de 1977 van tenir lloc a Millau nombrosos processos contra els camperols del Larzac per insubordinació, devolució de cartilles militars (document d'identitat o s'hi registren les etapes de la carrera militar d’una persona a França), obstrucció del moviment, etc. Durant el judici, es va portar al jutjat un ramat d’ovelles.
De setembre a desembre de 1978, la prefectura va signar els decrets d’expropiació de terres a 14 municipis. Com a resposta, 150 tractors i 5.000 persones es van posar a llaurar la terra de l'exèrcit.
El maig de 1980, encara continuava l'acció de devolució de les cartilles militars començada el 1972 i se'n van enviar 1.030 a Estrasburg a la presidència del Parlament Europeu, que en aquell moment l'ocupava la francesa de la UDF Simone Veil; 3.000 ciutadans més van fer el mateix. Es va iniciar un nou estudi parcel·lari l'octubre del 1980.

## Organització del col·lectiu
L’organització interna de la resistència estava dirigida inicialment per un càrrec formal. Quan les assemblees generals van esdevenir cada cop més freqüents, es va crear una oficina formada per “districtes” (Larzac-Est, Oest, Nord, Sud i La Cavalariá). Una norma de la qual ningú se'n va desviar durant els deu anys que va durar la lluita va ser que només els camperols i habitants del lloc tenien poder de decisió en les assemblees generals. La presa de decisions per consens també es va aplicar durant tot el conflicte, amb l'excepció dels procediments de negociació amb l'Estat el 1977 que es van fer democràticament. Les reunions es van fer almenys un cop a la setmana durant aquells deu anys.

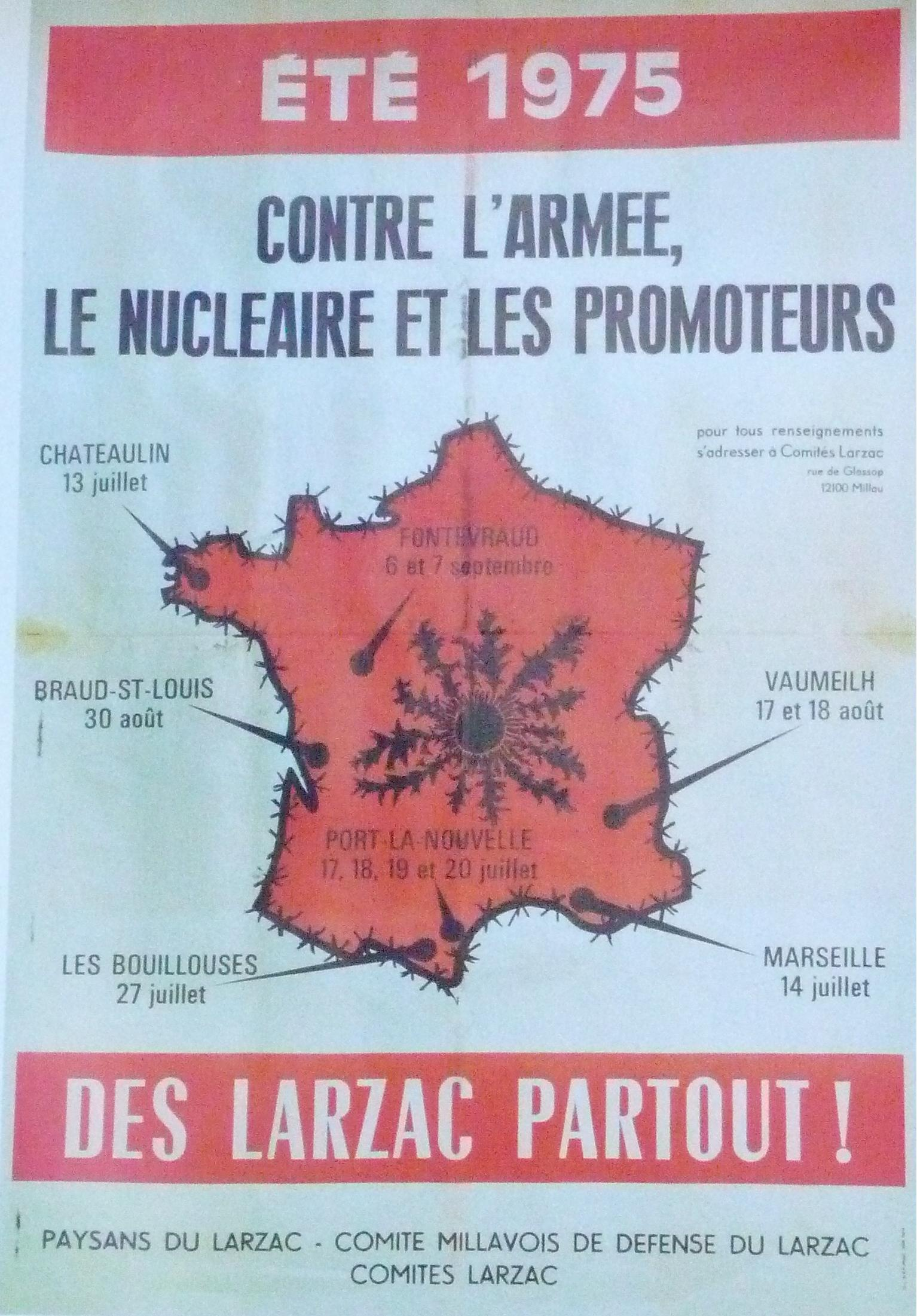
Cartell Des Larzac partout !

El col·lectiu va crear vincles amb altres accions de desobediència civil a França sota el lema Des Larzac partout ! (del Larzac a tot arreu). El 1972 i el 1973 es van dur a terme accions simbòliques en solidaritat amb els treballadors en vaga de Millau. Una altra lluita contemporània del Larzac és la LIP de Besançon, on els dos moviments d'oposició es van donar suport mútuament. L'estiu de 1975 també van fer costat als treballadors de la sal de les salines de Guérande.
El col·lectiu Larzac també es va adherir a la causa antinuclear i va donar suport a la resistència contra la construcció de centrals elèctriques a Braud i Saint-Louis el 1975. El 1980 es va construir un estany al lloc del projecte de la central nuclear a Plogoff i la gent del Larzac hi van transportar trenta de les seves ovelles.

Es van crear per tot França i en algunes ciutats europees 150 comitès del Larzac que coordinaven localment tots els moviments militants i transmetien i difonien informació i organitzaven manifestacions locals. Els portaveus d’aquests grups anaven a l'altiplà cada mes per fer una reunió. El 28 d’octubre de 1978 es va celebrar el dia d’acció nacional organitzat pels comitès del Larzac, amb desfilades, reunions i vagues de fam que van mobilitzar desenes de milers de simpatitzants. Jean-Paul Sartre, dos anys abans de la seva mort, enviarà una carta per expressar el seu suport:
Us saludo camperols del Larzac, i saludo la vostra lluita per la justícia, la llibertat i la pau, la lluita més bella del nostre segle xx. 
El 6 de juny de 1975 va aparèixer el primer número del diari Gardarem lo Larzac. Aviat va arribar als 4.000 subscriptors i esdevindrà el butlletí de la resistència.
La lluita del Larzac també va tenir una dimensió occitanista amb el suport a la defensa de la llengua i cultura occitana.
El febrer de 1979 es van organitzar referèndums locals als municipis dels voltants (Millau, Creissels, La Cobertoirada). Entre el 88 i el 95% dels votants van votar “no” a l'eixamplament del camp.
L'estiu del 1979, centenars de treballadors voluntaris van passar part de les seves vacances a l’altiplà per rehabilitar-ne les infraestructures (telèfon, vies de comunicació, edificis...).

## Victòria final del Larzac
El maig de 1980, el Tribunal de cassació va anul·lar els 66 procediments d’expropiació. François Mitterrand va ser elegit president de la República Francesa el 10 de maig de 1981 i va declarar durant el Consell de Ministres que s'havia abandonat el projecte d’ampliació del camp militar del Larzac (d’acord amb la seva promesa feta als camperols del Larzac el 2 de desembre de 1978 a París).

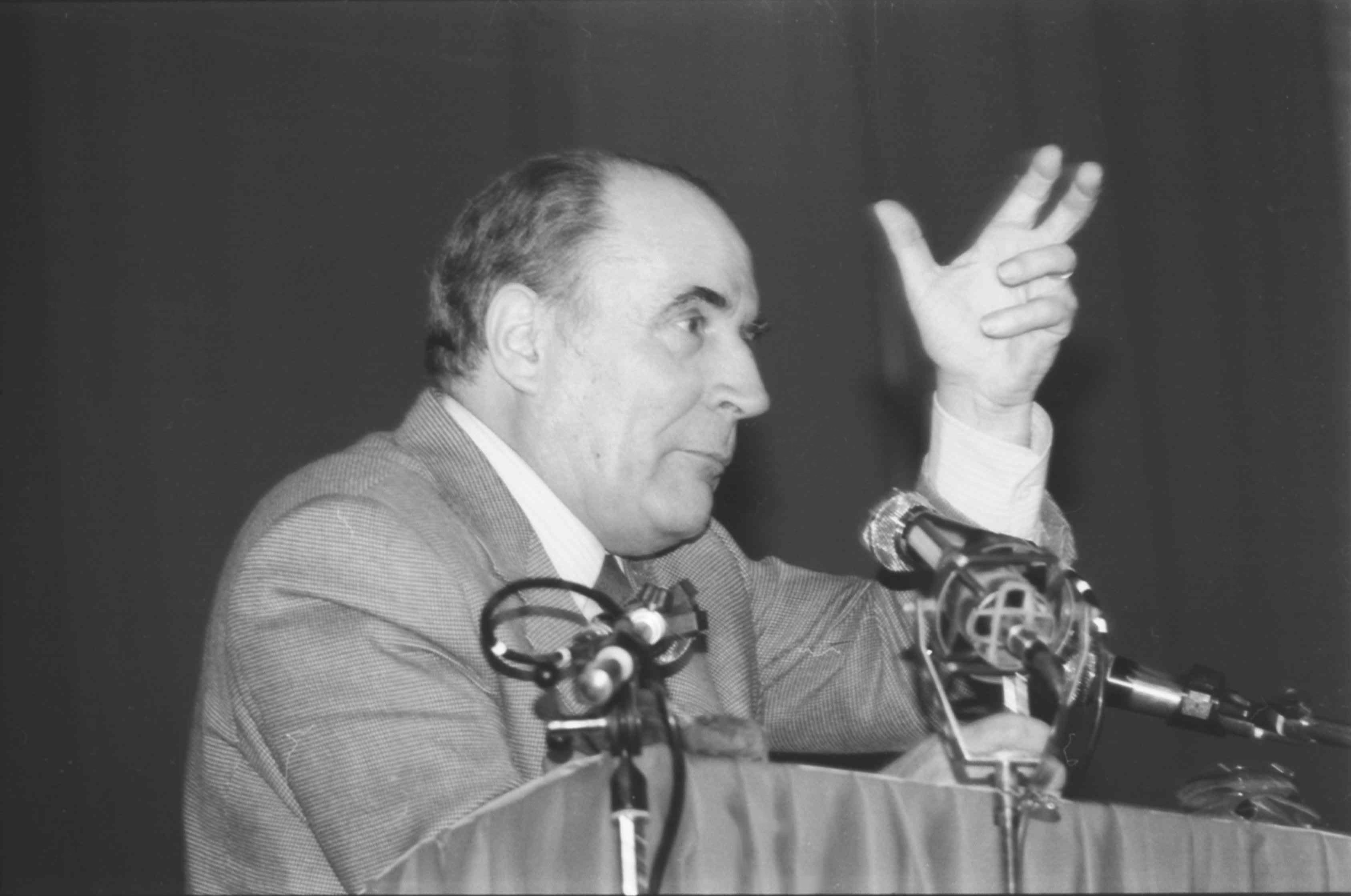
Mitterrand en un míting per les presidencials del 1981.

Tanmateix, no va ser senzill tornar a la normalitat; alguns dels 450 propietaris implicats van reemborsar a l’Estat francès el valor de l'expropiació i van recuperar els seus béns, d'altres fins i tot, molt pocs, van demanar que es completés l'expropiació. A més, segons l’advocat Jean-Jacques de Félice, hi va haver durant els anys 1970 una forta especulació a l'altiplà afavorida pels cercles de dretes i d’extrema dreta: els líders polítics havien comprat terres al Larzac sabent que serien expropiades per un valor 10 cops superior al de la compra. Finalment, es va mantenir un saldo de 6.300 hectàrees de terrenys i edificis adquirits definitivament per l’Estat. Aquesta unitat de terres agrícoles és ara un cas únic a França, ja que es tracta d’una sola peça de terra. La terra mai va deixar d'explotar-se durant la lluita, fos per part dels 103 o pels agricultors okupes.
Tan bon punt es va abandonar el projecte d’ampliació, els camperols van estudiar un mitjà legal per a la gestió de les 6.300 hectàrees, tot afavorint noves instal·lacions agrícoles en lloc de l’ampliació habitual de les explotacions existents. Es va crear una Comissió Intercantonal per al Desenvolupament del Territori al Larzac (Commission intercantonale pour l'aménagement foncier du Larzac - CIAF) i una Comissió de Desenvolupament del Territori Comunal (Commission Communale d'Aménagement Foncier - CCAF), creada el febrer de 1982 a cadascun dels dotze municipis. Aquestes comissions escullen candidats per a l'agricultura amb projectes que requereixin una gran plantilla, amb l'objectiu d'augmentar la població i amplificar la vida social. Permetien l'enumeració de la terra disponible, la seva distribució i la seva classificació agronòmica. El ritme de treball va ser estipulat en una reunió cada mes i es van donar 2.800 hectàrees a noves explotacions. Això va fer que es creessin 22 explotacions noves, a més de mantenir-se les 103 existents. També es van començar a produir intercanvis de terres entre agricultors, per afaforir l'existència d'illes coherents al voltant de les explotacions existents abans de la lluita. Aquesta reflexió col·lectiva dels pagesos del Larzac es va allargar tres anys.

## Creació de la Societat Civil de les Terres del Larzac (SCTL)
Després d’una reflexió iniciada el desembre de 1982, aquell Larzac que Bernard Lambert, que va morir el 25 de juny de 1984, havia anomenat “laboratori terrestre” es va materialitzar el 3 de gener de 1985 amb la creació de la Societat Civil de les Terres del Larzac (Société civile des Terres du Larzac - SCTL). Aquesta societat va néixer amb la vocació de gestionar les terres del Larzac d'una manera independent del poder estatal.

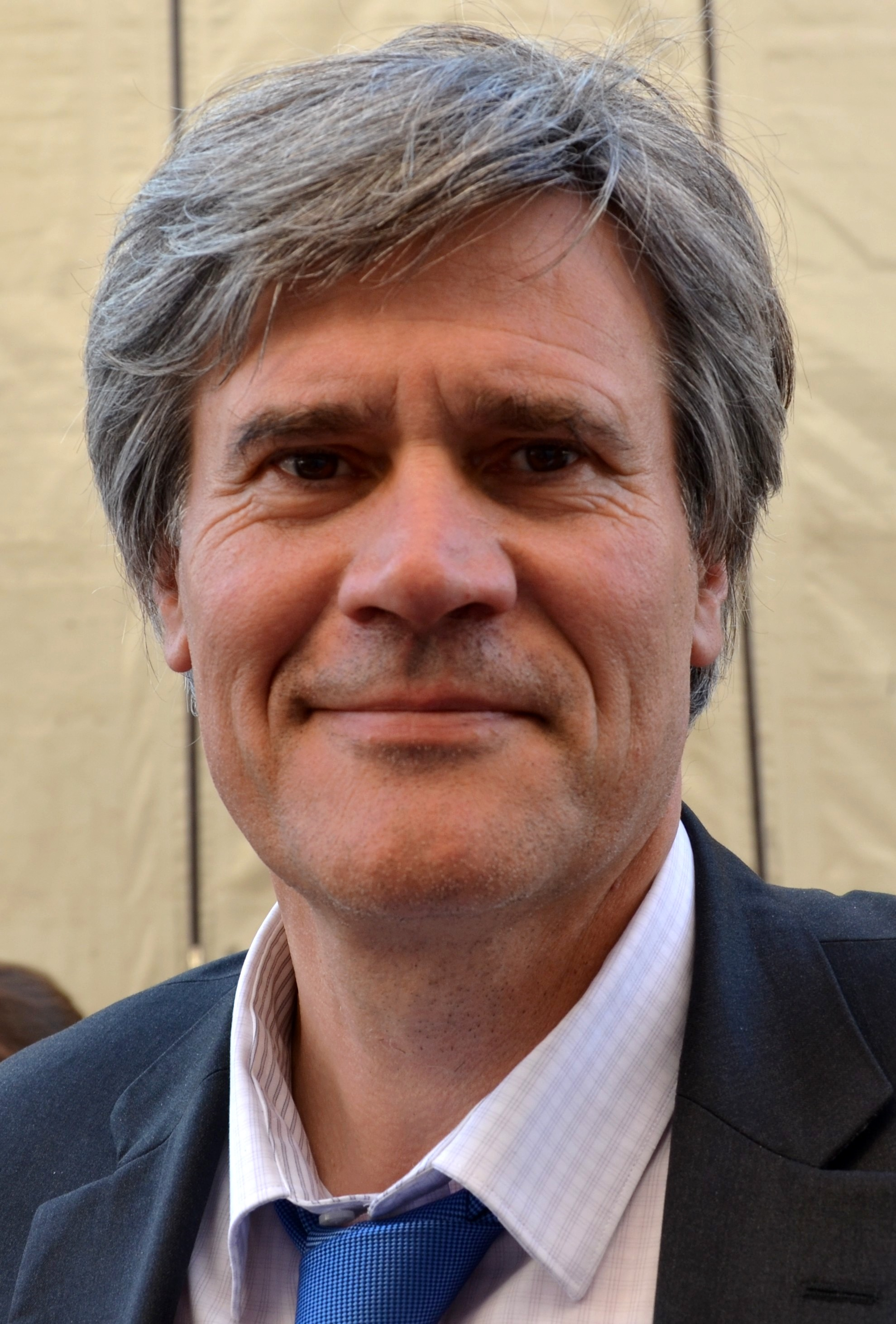
Stéphane Le Foll, Ministre d'Agricultura de França del 2012 al 2017 amb el govern de François Hollande.

El consell d'administració, format per 11 membres, va assumir les despeses, els impostos sobre la propietat, l'enllaç amb la Mutualitat Social Agrícola, etc. El 29 d'abril de 1985, les 6.300 hectàrees de terreny i edificis van ser confiades per l'Estat francès a la SCTL mitjançant un contracte d'arrendament emfitèutic de seixanta anys.
Des de llavors, el SCTL ha continuat gestionant el territori agrícola del fracassat projecte d’eixamplament del camp militar del Larzac. A poc a poc ha anat sorgint la qüestió de la renovació del contracte d’arrendament quan finalitzessin els seixanta anys perquè les inversions agrícoles per als nou vinguts són importants i perquè la generació de la Lluita veu arribar la seva jubilació. El ministre d’Agricultura, Stéphane Le Foll, va signar el 17 de juliol de 2013 amb tres dels gestors de la SCTL l’ampliació del contracte d’arrendament emfitèutic fins al 2083. Aquest esdeveniment va donar lloc a enfrontaments entre la gendarmeria i alguns membres del SCTL, per una banda, i persones dels comitès de la ZAD (zona a defensar) d’Avairon, per una altra, que volien que se li demanés també al ministre sobre el projecte de l’aeroport de Notre-Dame-des-Landes, una altra lluita simbòlica. Aquest esdeveniment va simbolitzar per a alguns la fractura entre la vella generació de la lluita del Larzac i la nova que aspira a dirigir-ne d'altres.
Pel que fa al camp militar del Larzac, creat el 1902 i que compta amb 3.000 hectàrees, no se n’ha decidit encara el tancament, que havia estat previst pel 2010. El 2015 es va produir una nova oposició de la població local contra la instal·lació d’un regiment de la Legió Estrangera.

## Posteritat
Tot i que la lluita va començar amb una mobilització notòria i propera a l’anomenada reacció nimby d’una elit local, els fabricants de Roquefort ràpidament van agafar impuls. Segons Sylvie Ollitrault, directora de recerca del CNRS-Ciència Política, fins i tot la lluita del Larzac es va convertir en "la fundadora de la identitat de les mobilitzacions ambientals franceses i es va fer ressò dels registres d'acció dels ecologistes que treballen a escala internacional". La revista Gardarèm lo Larzac ("Mantindrem el Larzac" en occità), que apareix regularment des del 1975, s'ha convertit així en un símbol del moviment antiglobalització francès. El moviment també va ajudar a popularitzar figures destacades com Lanza del Vasto, fundador de les Comunitats de L'Arche i fortament inspirat en l'espiritualitat cristiana, Guy Tarlier i, a posteriori, José Bové.
El setembre de 1985, els agricultors de Larzac van oferir simbòlicament terres i una casella (cabana de pedra seca a la vall de l'Òlt) a la comunitat canac representada per Jean-Marie Tjibaou, líder del FLNKS.
Amb motiu del 30è aniversari de la mobilització, l'agost del 2003 es va organitzar al mateix lloc un fòrum social que va reunir diversos centenars de milers de persones.
Diversos camperols i personalitats del Larzac contribueixen a través de la Confédération paysanne amb accions sindicals agrícoles o moviments de desobediència civil antiglobalització a França, com el tancament del McDonald's a Millau, la lluita contra els transgènics a través de Voluntary Mowers o, més recentment, controvèrsies sobre el gas d'esquist que afecten el país del Larzac.

## Eslògans
- Volem viure e trabalhar al païs ("Volem viure i treballar al país", en occità)[46]
- Gardarem lo Larzac ("Mantindrem el Larzac", en occità)
- Faites labour, pas la guerre ("Llaureu, no feu la guerra", en francès)
- Des moutons, pas des canons ("ovelles, no canons", en francès)[47]
- Debré ou de force, nous garderons le Larzac ("Debré o per la força, mantindrem el Larzac", en francès)[47]
- Le blé fait vivre, les armes font mourir ("El blat dona vida, les armes produeixen la mort", en francès)[48]
- Ouvriers et paysans, même combat ("Obrers i pagesos, el mateix combat", en francès)